# Parafia Świętych Apostołów Piotra i Pawła w Lachowicach
Parafia Świętych Apostołów Piotra i Pawła w Lachowicach – parafia rzymskokatolicka w Lachowicach należąca do dekanatu Sucha Beskidzka archidiecezji Krakowskiej.
Od 1 lipca 2012 roku proboszczem jest ks. Wiesław Ryżka.